# Главчев, Димитар
Димитар Борисов Главчев (болг. Димитър Борисов Главчев; род. 15 августа 1963, София, Народная Республика Болгария) — болгарский политический и государственный деятель. Председатель Счётной палаты с 26 июля 2023 года, премьер-министр технического правительства Болгарии с 9 апреля 2024 по 16 января 2025 года. В прошлом — спикер Народного собрания Болгарии 44-го созыва (2017).

## Биография
Родился 15 августа 1962 года в Софии.
В 1981 году окончил гимназию с преподаванием на русском языке имени Михаила Калинина (ныне 35-я языковая школа имени Добри Войникова).
В 1987 году окончил Высший экономический институт имени Карла Маркса с профессиональной квалификацией «экономист-бухгалтер». Второе высшее образование получил в том же вузе по специальности «Международные экономические отношения».
Главчев проработал профессиональным бухгалтером около 30 лет.
По результатам выборов 5 июля 2009 года избран депутатом Народного собрания Болгарии 41-го созыва по списку ГЕРБ. Оставался депутатом ешё пять сроков, до роспуска Народного собрания Болгарии 46-го созыва после выборов 14 ноября 2021 года, на которых не баллотировался.
С 19 апреля по 17 ноября 2017 года — спикер Народного собрания Болгарии 44-го созыва. Ушёл в отставку на фоне скандала, после того как выгнал председателя Болгарской социалистической партии Корнелию Нинову из зала пленарных заседаний.
После отстранения от должности главы Счётной палаты Цветана Цветкова в январе 2023 года после парламентских слушаний по делу криптовалютного банка Nexo, 12 июля коалиция ГЕРБ — СДС выдвинула Главчева на пост главы Счётной палаты. Народное собрание Болгарии 26 июля утвердило кандидатуру Главчева, за него проголосовало 148 депутатов.
После отставки 6 марта 2024 года правительства под руководством премьер-министра Николая Денкова переговоры о правительстве провалились. Президент Болгарии Румен Радев 29 марта выбрал кандидатом на пост премьер-министра технического правительство Димитара Главчева и 30 марта официально поручил ему формирование технического правительства Болгарии, задачей которого является проведение досрочных парламентских выборов 9 июня. Народное собрание 29 марта приняло закон, разрешающий Главчеву уйти с должности председателя Счётной палаты в неоплачиваемый отпуск и вернуться к должности после премьерства. 9 апреля Главчев приведён к присяге.
Через неделю Главчев предложил освободить от должности министра иностранных дел Стефана Димитрова и министра сельского хозяйства и продовольствия Кирила Вытева.
22 апреля Румен Радев назначил Главчева одновременно министром иностранных дел, а Георги Тахова — министром сельского хозяйства и продовольствия.
27 августа временное правительство Главчева приведено к присяге.